# Варварица
Варва̀рица (на македонска литературна норма: Варварица) е село в община Василево на Северна Македония.

## География
Селото е разположено северозападно от Струмица, в планината Смърдеш.

## История
През XIX век селото е чисто българско. В „Етнография на вилаетите Адрианопол, Монастир и Салоника“, издадена в Константинопол в 1878 година и отразяваща статистиката на населението от 1873 година, Варварица (Varvaritza) е посочено като село с 8 домакинства, като жителите му са 35 българи. Според статистиката на Васил Кънчов („Македония. Етнография и статистика“) от 1900 г. селото е населявано от 140 жители, всички българи християни.
В началото на XX век почти цялото село е под върховенството на Българската екзархия. По данни на секретаря на екзархията Димитър Мишев („La Macédoine et sa Population Chrétienne“) през 1905 година в селото има 88 българи екзархисти и 18 българи протестанти.
При избухването на Балканската война в 1912 година един човек от Варварица е доброволец в Македоно-одринското опълчение.
Според преброяването от 2002 година селото има 2 жители.
| Националност | Всичко |
| македонци    | 1      |
| албанци      | 0      |
| турци        | 0      |
| роми         | 0      |
| власи        | 0      |
| сърби        | 1      |
| бошняци      | 0      |
| други        | 0      |

## Личности
Родени в Варварица
- Траян Андонов (о. 1893 – ?), македоно-одрински опълченец, 2-ра рота на 3-та солунска дружина[6]